# HEAVEN'S WILL
『HEAVEN'S WILL』（ヘブンズ ウィル）は高宮智による日本の漫画作品。『ChuChu』（小学館）にて2006年1月号より4月号まで連載された。
まだ『ChuChu』が増刊だった2005年秋号に掲載された読みきり作品、『いつか君が還る楽園』の続編にあたる。単行本には同読み切りも収録されている。

## あらすじ
主人公・美葛はお化けや幽霊や妖怪など「鬼」と呼ばれるものが視える「見鬼」という能力を持っており、意思疎通の出来ないところに恐怖を感じていた。美葛が鬼に追われ、「お化け屋敷」と噂の洋館に逃げ込むと、世登と篝に出会う。2人を怪しいと感じ一度は逃げた美葛だが、2人に鬼から助けて貰う。その礼として世登から年収の7割を請求されるが、貧乏だと断ると、代わりに毎日ケーキを作る約束をする。ストーカーから好意を寄せられ、困っていた美葛。ストーカーが暴走し、生霊と化したが、世登に解決して貰う。それを機に美葛は世登の手伝いをすることになったのだった。
美葛の友達の紹介で、近所の男子校の生徒会長・高柳宗一郎から、ピアノのお祓いの依頼を受ける。そこで美葛は世登から妹の話を聞く。妹は世登を助けようとして亡くなったため、世登は妹の魂を自らの身体に移すために、女の子の格好をしているのだった。世登が死のうとしていると知った美葛は、世登より先にピアノをお祓いしようと考え、行動に出る。そこで篝が世登と一緒にいる理由を知る。世登と口論になり、1人になった美葛はピアノの鬼に襲われたところを世登の妹に助けて貰う。実は「世登」は妹の名前であること、兄がいなくなったら嫌だという思いを知る美葛。美葛が妹に会ったと知った世登は妹が現れることを期待し、ピアノの鬼を払わずにいたら、鬼の中に取り込まれてしまう。助けに行った美葛は世登と仲直りし、鬼を払うことに成功する。美葛はこれからも3人でいられるといいと願うのだった。

## 登場人物
須藤 美葛（すどう みくず）
主人公。怖いものが大嫌い。男の子が苦手。お化けや幽霊など「鬼」と呼ばれるものが視える能力を持っており、その能力を世登に買われ、一緒にお祓いをすることになる。簡単な曲ならピアノが弾ける。触れるものからは身を守れるように、身体を鍛えている。
芦屋 世登（あしや せと）
一見美少女だが実は男。「鬼」が祓える能力を持つ人間。妹が好き。いつも扇を持っており、この扇の中に妹がいると信じている（実際にいる）。甘い物が好きで、特にケーキが大好物。
篝（かがり）
世登に飼われている狼に変身する吸血鬼。無愛想で、美葛にはイジワル。ピアノが弾ける。
高柳 宗一郎（たかやなぎ そういちろう）
晴桜高校の生徒会長。将来を嘱望されているピアニスト。

## 書誌情報
- 高宮智『HEAVEN'S WILL』小学館〈ちゅちゅコミックス〉2006年10月5日初版発行[1]、ISBN 4-09-130619-5、全1巻
  - 読切『いつか君が還る楽園』併録。